# Berta Bergman
Pour les articles homonymes, voir Bergman.
Berta Bergman (née Bergmann ; 1892-1945) est une médecin yougoslave et la première femme bosniaque à avoir terminé ses études secondaires. 

## Biographie
Bergman est née à Blažuj, près de Sarajevo et est l'aînée des quatre filles de Joseph Bergmann, un officier des chemins de fer juif ashkénaze qui a quitté Vienne pendant la domination austro-hongroise en Bosnie-Herzégovine. Malgré le revenu modeste de la famille, la mère de Bergman est déterminée à assurer des études supérieures à ses filles. Pour cela, les filles doivent d'abord aller au Gymnasium ; Bergman et sa sœur Marija Kon (en) deviennent ainsi, en 1905, les premières étudiantes féminines du Lycée de Mostare,. En février 1912, le journal croate Narodna obrana signale que la Bosnie-Herzégovine a sa première diplômée du secondaire en la personne de Berta Bergmann. Elle part ensuite étudier la médecine à Vienne et obtient son diplôme en 1918. Toutes ses plus jeunes sœurs obtiennent également des diplômes universitaires, Marija Kon étant la première femme bosniaque à obtenir un doctorat. 
La carrière de Bergman en tant que pédiatre la mène dans différents endroits de Bosnie-Herzégovine, qui fait alors partie du royaume de Yougoslavie, dont la ville de Banja Luka où elle travaille un temps. Après avoir quitté son poste à Banja Luka, Bergman est récompensée pour son abnégation et pour avoir risqué sa vie pour son métier,. Elle travaille ensuite à Mostar en tant que responsable de la polyclinique pour enfants locale. 
Après l’invasion de la Yougoslavie par l'Allemagne nazie en avril 1941 et la création de l’État indépendant de Croatie, un État fantoche sur le territoire comprenant la Bosnie-Herzégovine, Bergman perd son emploi. Sa sœur Marija et sa famille sont déportés dans le camp de concentration de Rab , tandis que le docteur Bergman, âgée de 49 ans, rejoint le mouvement de résistance des partisans. Elle fournit aux combattants partisans des soins médicaux, des fournitures et des cours de secourisme. Elle est emprisonnée deux fois ; sa dernière capture, le 15 janvier 1945, entraîne son expulsion vers le camp de concentration de Jasenovac, où elle est tuée par les Oustachis,. Sa sœur survit à la guerre.